# Ruhende Zelle

Schematische Darstellung im Zellzyklus, die Interphase in Orange, ihre Unterabschnitte G1, S-Phase (Synthese) und G2 in Blau, Rot und Grün

Eine ruhende Zelle (englisch quiescent cell) ist eine Zelle, die sich in der G0-Phase des Zellzyklus befindet und sich daher nicht teilt.

## Eigenschaften
Die Unterbrechung der Zellteilung erfolgt durch den Verbleib der Zelle in der Ruhephase des Zellzyklus (G0-Phase). Die Ruhephase kann dabei vorübergehend oder dauerhaft sein und kann unter anderem durch eine Zellkontakthemmung oder durch Stressfaktoren ausgelöst werden. Manche Zellen können vorübergehend unter Stress (z. B. bei Nahrungsmangel) in die Ruhephase eintreten. Die Ruhephase wird unter anderem durch Mikrotubuli eingeleitet, welche von den Spindelpolen ausgehend den Zellkern umhüllen.
Zu den dauerhaft ruhenden Zellen gehören z. B. ausdifferenzierte Nervenzellen und Muskelzellen der gestreiften Muskulatur. Stammzellen, Hepatozyten und Lymphozyten können vorübergehend aus der G0-Phase in die G1-Phase eintreten und somit zu einer teilenden Zelle reaktiviert werden, z. B. bei Verletzung oder Zellverlust. T-Lymphozyten werden im Zuge einer Immunantwort durch Aktivierung des T-Zell-Rezeptors zur Teilung angeregt, sofern kein Nahrungsmangel dagegen spricht.
Das humane Immundefizienzvirus (HIV) erweitert seine Replikation auf ruhende Zellen durch das virale Protein Nef, welches Makrophagen zur Sekretion der löslichen Formen von CD23 und ICAM stimuliert, wodurch die Replikation des HIV in ruhenden T-Lymphozyten ermöglicht wird.